# 交響曲第3番 (ブラームス)
ヨハネス・ブラームスの交響曲第3番ヘ長調作品90（こうきょうきょくだい3ばんヘちょうちょうさくひん90、ドイツ語: Sinfonie Nr. 3 in F-Dur op. 90）は、1883年5月から10月にかけて作曲された。ブラームスの交響曲の中では演奏時間が最も短い。初演者ハンス・リヒターは、「この曲は、ブラームスの『英雄』だ。」と表現した。しかし、当のブラームスはこの曲の標題的な要素についてはなにも語っていない。

## 作曲の経緯
1877年に第2交響曲を作曲したブラームスは、その翌年からヴァイオリン協奏曲（1878年）、『大学祝典序曲』及び『悲劇的序曲』（1880年）、ピアノ協奏曲第2番（1881年）といった管弦楽作品を発表する。
第2交響曲から6年後の1883年5月、ブラームスは温泉地として知られるヴィースバーデンに滞在し、第3交響曲をこの地で作曲した。第1楽章については、1882年の夏ごろからとりかかっていたという説もあるが確証はない。ヴィースバーデンでは、友人達との親交や、とりわけ若いアルト歌手ヘルミーネ・シュピースとの恋愛感情がこの曲に影響を及ぼしたともいわれる。同年10月2日にブラームスはウィーンに戻り、11月9日と22日にイグナーツ・ブリュルと2台のピアノ版による試演会を開いている。ブラームスは50歳だった。

## 初演

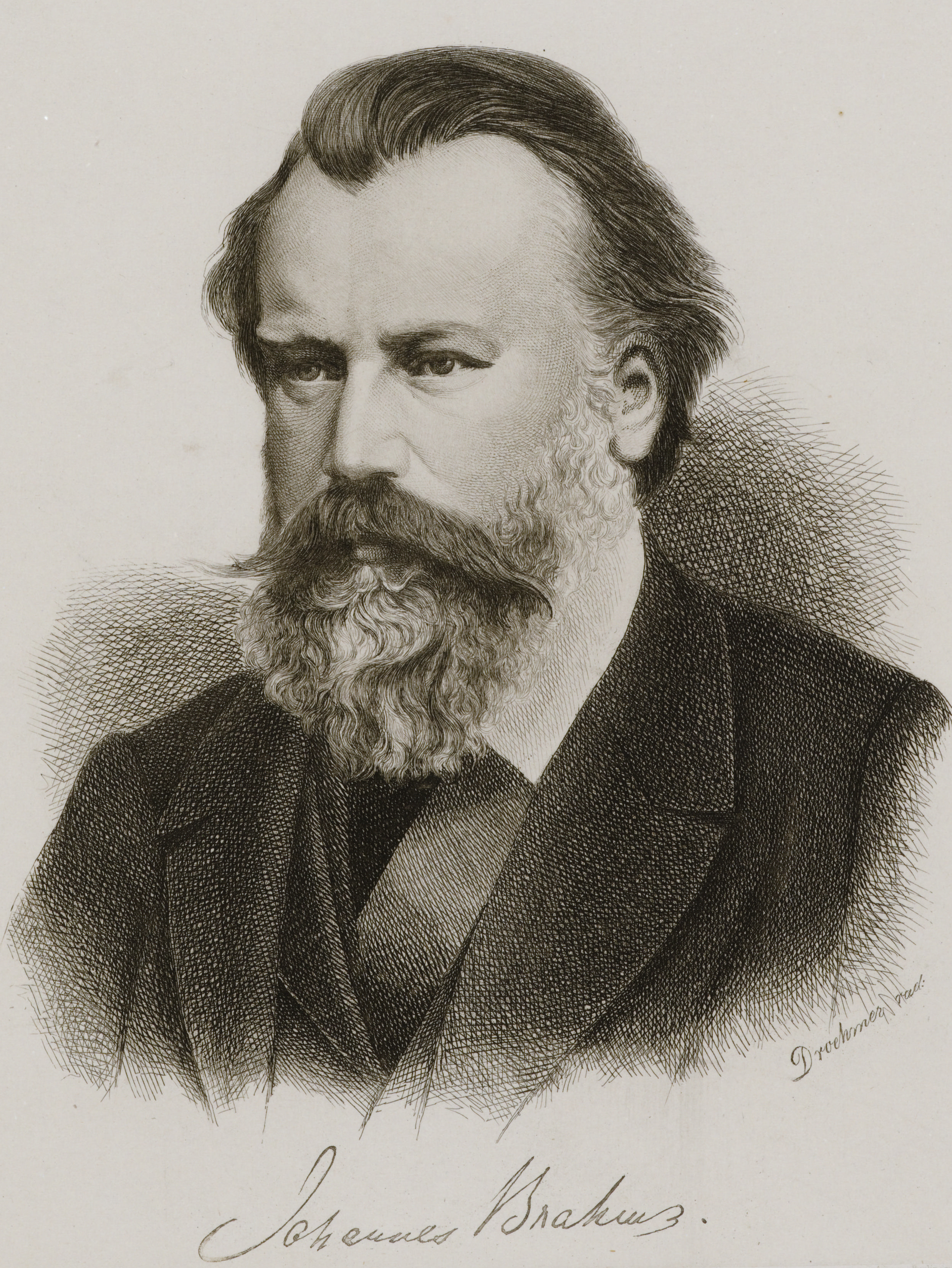
当楽曲作曲着手・初演の前年、1882年当時のブラームス

1883年12月2日、ハンス・リヒターの指揮により、ウィーン・フィルハーモニー管弦楽団の演奏会で初演された。結果は大成功で、ブラームスは再三カーテンコールを受けた。
当時のドイツ音楽界は、ブラームス派対ワーグナー派という陣営の対立が激化していたが、1883年にワーグナーが没してまもない時期であり、ワーグナー派の強い反発のなかでの初演だった。この初演を聴いた批評家でブラームスの友人でもあったエドゥアルト・ハンスリックは、第1交響曲、第2交響曲と比べても「芸術的に完璧な作品として心を打つ。」と絶賛している。一方、ワーグナー派で反ブラームスの急先鋒でもあったフーゴ・ヴォルフは、「まったく独創性というものが欠けたできそこないの作品である」とほとんど中傷に近い批評を寄せた。
日本初演は1927年（昭和2年）10月23日、日本青年館に於いて開催された新交響楽団（現・NHK交響楽団）第15回定期演奏会の場で、ヨゼフ・ケーニヒの指揮により行われた。

## モットーについて
ブラームスは、第1番ではC-C#-D（ハ－嬰ハ－ニ）、第2番ではD-C#-D（ニ－嬰ハ－ニ）と、過去の2つの交響曲で統一的な基本動機を用いていたが、この曲では、基本動機からさらに一歩踏み込んだ形として、モットーを使用している。曲の冒頭で管楽器によって示されるF-A♭-F（ヘ－変イ－ヘ）がそれである。このモットーは第1楽章全体を支配し、他の楽章でもあちこちに顔を出す。それだけでなく、これまでの基本動機のように素材として展開されたり旋律を形作ることより、むしろ以下に述べるように、交響曲全曲の性格を決定づけるものとなっている。
モットーの音型について、ブラームスの友人であった伝記作者カルベックは、ブラームスが好んだという“Frei aber froh”（自由だが喜ばしく）という言葉の頭文字と結び付けている。この言葉は、ブラームスの親友ヨーゼフ・ヨアヒムのモットーである“Frei aber einsam”（自由だが孤独に）と対をなす合い言葉のようなものであったらしい（F.A.E.ソナタを参照）。とはいえ、交響曲の主調がヘ長調であるなら単純にF-A-Fとなるところを、ブラームスがあえてF-A♭-F（ドイツ語ではF-As-F）というヘ短調に属する音型を用いていることは注目される。ここから生じるヘ長調とヘ短調の葛藤は、全曲の性格に決定的な影響を与えている。

## 楽器編成
フルート2、オーボエ2、クラリネット2、ファゴット2、コントラファゴット（１，4楽章）、ホルン4（3rdと4thは１，4楽章）、トランペット2（１，4楽章）、トロンボーン3（１，2，4楽章）、ティンパニ（１，4楽章）、弦五部。

## 演奏時間
約37分と、ブラームスの交響曲の中では最も短い（第1楽章の繰り返しを含む）。

## 楽曲構成

### 第1楽章 Allegro con brio
ヘ長調。6/4拍子。ソナタ形式(提示部反復指定あり)。
冒頭、管楽器のモットーにつづいて、ヴァイオリンが第1主題を示す。モットーの持つヘ短調の響きが、表情に陰りを与えている。この主題は、ほぼ同じ形の動機が一瞬登場するシューマンの交響曲第1番「春」の第2楽章や、交響曲第3番「ライン」の第1楽章との関連を指摘されることもある。静かな経過句を経て9/4拍子となり、クラリネットが第2主題をイ長調で出す。この主題は、ワーグナーの歌劇『タンホイザー』の「ヴェーヌスベルクの音楽」と共通点があるとも指摘される。主題の後には第2交響曲の基本動機も顔を出す。提示部は反復指定があるが、ブラームスの他の交響曲に比べて実行される頻度はやや高い。展開部は情熱的に始まり、低弦が第2主題を暗い嬰ハ短調で奏する。静まると、ホルンがモットーに基づく旋律を大きく示す。第1主題の動機を繰り返しながら高まって、再現部に達する。コーダでは、モットーと第1主題が絡み合うが、収拾されて静まる。モットーが響くなか、第1主題が消え入るように奏されて終わる。

### 第2楽章 Andante
ハ長調。4/4拍子。自由な三部形式あるいは自由なソナタ形式と見られる。
第1主題はクラリネットとファゴットのひなびた旋律。各フレーズの終わりでモットーが示される。この第1主題に含まれる、3度をゆらゆらと反復する動機も目立つ。第2主題は同じくクラリネットとファゴットが新たにコラール風の旋律を奏する。ヴァイオリンの新しい旋律(コデッタ主題)に受け継がれてから、経過的な展開部に入る。この楽章を三部形式とみなす場合は第2主題およびコデッタの部分が中間部に相当する。展開部は比較的小規模で第1主題の断片を奏して再現部を導く。第2主題の再現は省略され、コーダでは第1主題が静かにクラリネットで奏されてから曲が終わる。

### 第3楽章 Poco allegretto
ハ短調。3/8拍子。三部形式。
木管の響きの上に、チェロが旋律を歌う。全曲でもよく知られる部分である。中間部は変イ長調。主部の旋律はホルンによって再現される（なお、この楽章で使用されている金管楽器はホルン2本のみである）。

### 第4楽章 Allegro - Un poco sostenuto
ヘ短調－ヘ長調。2/2拍子。自由なソナタ形式。
ファゴットと弦が第1主題を示す。トロンボーンの同音反復に導かれて、第2楽章のコラール風動機が奏される。直後に、音楽は激しくなり情熱的にすすむ。第2主題はハ長調、チェロとホルンによる三連符を用いたもの。小結尾はハ短調となる。展開部は第1主題を専ら扱うもので第1主題の再現を兼ねている。ゆえにここから再現部と見なすこともある。コラール風の動機が強奏で繰り返され、ハ短調から半音ずつずり上がってヘ長調に達し、一転ヘ短調となる。コーダに入ると、第1主題が表情を変えながら繰り返され、やがてヘ長調に転じる。モットーが現れ、弦の細かな反復する動きに乗って、コラール風の動機が示される。最後には第1楽章第1主題が回想され、静かに曲を閉じる。

## 有名な使用例
- 映画『さよならをもう一度』フランソワーズ・サガンの小説『ブラームスはお好き』を映画化したもので、主題曲として第3楽章 ポコ・アレグレットが編曲されて使用された[5]。
  - 主演：イングリッド・バーグマン、イヴ・モンタン、アンソニー・パーキンス

## 第3楽章を原曲とした楽曲
- Take My Love - フランク・シナトラが歌詞を付けて歌唱。
- バビロンの妖精（Baby Alone in Babylone） - フランス在住のイギリス人歌手ジェーン・バーキンがセルジュ・ゲンスブールの歌詞で歌唱。
- Love of My Life - 米国のラテンロックバンド、サンタナがデイヴ・マシューズと共に歌詞を付けて演奏。
- 昨日、今日、明日 - 大貫妙子が歌詞を付けて歌唱。アルバム『ATTRACTION』に収録。
- ブラームスの恋 - 平原綾香が歌詞を付けて歌唱。アルバム『my Classics 3』に収録。